# Leptodactylus troglodytes
Leptodactylus troglodytes es una especie de anfibio anuro de la familia Leptodactylidae. Es  endémica del nordeste de Brasil. Habita en ecosistemas de cerrado y caatinga, cultivos y en sistemas dunares. Deposita sus huevos en nidos de espuma cerca de charcas temporales, donde los renacuajos se desarrollarán.